# Teenage Mutant Ninja Turtles: Shredder's Revenge
Teenage Mutant Ninja Turtles: Shredder’s Revenge est un jeu vidéo beat them all développé par Tribute Games et édité par Dotemu, basé sur la franchise Tortues Ninja. Le jeu, inspiré du design de la série animée de 1987 Tortues Ninja : Les Chevaliers d'écaille, est sorti le 16 juin 2022 sur Nintendo Switch, PlayStation 4, Xbox One et Microsoft Windows.

## Système de jeu
Shredder's Revenge est un jeu de combat à progression et à défilement latéral avec un style artistique pixélisé. Dans le jeu, le joueur prend le contrôle de Leonardo, Donatello, Michelangelo, Raphael, April O’Neil, Splinter ou Casey Jones, alors qu'ils combattent des adversaires tels que le Clan des Foot, Krang, Bepop, Rocksteady et Shredder dans des lieux allant des égouts de New York à la Dimension X,. Le jeu prend en charge le mode multijoueur coopératif local ou en ligne à six joueurs.

## Développement
Dotemu a officiellement annoncé le jeu le 10 mars 2021 et sa bande sonore est composée par Tee Lopes. Le jeu sort le 16 juin 2022 sur Windows, Nintendo Switch, PlayStation 4 et Xbox One,.
Cam Clarke, Barry Gordon (en), Rob Paulsen, et Townsend Coleman reprennent respectivement les rôles de Leonardo, Donatello, Raphael et Michelangelo, rôles que chacun tenait dans la série de  1987.